# 罗伯特·L·凯利
罗伯特·L·凯利（英語：Robert Laurens Kelly，1957年3月16日—）是一位美国人类学家，怀俄明大学教授，主要研究北美狩猎采集者的考古学，在高中时就参加了内华达州一个遗址的发掘，作品有《第五次开始：600万年的人类历史如何预示我们的未来》（The Fifth Beginning: What Six Million Years of Human History Can Tell Us about Our Future）等。